# Crocus tommasinianus
Crocus tommasinianus là một loài thực vật có hoa trong họ Diên vĩ. Loài này được Herb. miêu tả khoa học đầu tiên năm 1847.
Thời gian ra hoa kéo dài từ tháng Hai đến tháng Ba. Các Crocus tommasinianus là một trong những hoa thuộc chi nghệ tây (Crocus) nở sớm nhất.